# Daniel Bennequin
Daniel Bennequin (né le 3 janvier 1952) est un mathématicien français, connu pour le nombre de Thurston–Bennequin (en) (parfois appelé nombre de Bennequin) introduit dans sa thèse de doctorat.

## Études et carrière
Bennequin fait ses études secondaires au Lycée Condorcet puis est diplômé de l'École normale supérieure. Il soutient sa thèse de doctorat d'Etat en 1982 à l'Université de Paris VII, sous la tutelle d'Alain Chenciner, sur Entrelacements et équations de Pfaff,. Il a été professeur à l'Université de Strasbourg avant de devenir professeur à l'Université de Paris VII (Institut Mathématique de Jussieu).
La thèse de Bennequin a été une contribution majeure à la géométrie de contact ; il donne le premier exemple d'une structure de contact exotique intégrée dans ℝ3. Sur la base de leur travail dans les années 1980, Bennequin et Yakov Eliashberg peuvent être considérés comme les fondateurs de la topologie de contact. Bennequin a également travaillé sur la planification des mouvements.
Il a été membre du groupe Bourbaki.

## Sélection de publications
- L'instanton gordien, d'après P. B. Kronheimer et T. S. Mrowka, Séminaire Bourbaki N ° 770, 1992/93, numdam
- Monopôles de Seiberg-Witten et conjecture de Thom, d'après Kronheimer, Mrowka et Witten, Séminaire Bourbaki N ° 807, 1995/96, numdam
- Caustique mystique, d'après Arnold et. coll., Séminaire Bourbaki, N ° 634, 1984/85, numdam
- Problèmes elliptiques, les surfaces de Riemann et les structures symplectiques, d'après M. Gromov, Séminaire Bourbaki, N ° 657, 1985/86, numdam
- Topologie symplectique, convexité holomorphe et des structures de contact, d'après Y. Eliashberg, D. Mc Duff et al, Séminaire Boubaki, N ° 725, 1989/90, numdam
- Dualités de champs et de cordes, d'après t'Hooft, Poliakov, Witten et coll., Séminaire Bourbaki, N ° 899, 2001/02, numdam
- Les Bords des revêtements ramifiés des surfaces, de l'ENS 1977